# فلودزميزيرز شميت
فلودزميزيرز شميت (بالبولندية: Włodzimierz Schmidt)‏ هو لاعب شطرنج بولندي، ولد في 10 أبريل 1943 في بوزنان في بولندا.

## وصلات خارجية
- فلودزميزيرز شميت على موقع الاتحاد الدولي للشطرنج (الإنجليزية)
- فلودزميزيرز شميت على موقع مباريات الشطرنج (الإنجليزية)
- فلودزميزيرز شميت على موقع 365Chess.com (الإنجليزية)
- فلودزميزيرز شميت على موقع Chesstempo.com (الإنجليزية)
- فلودزميزيرز شميت سجل أولمبياد الشطرنج على موقع OlimpBase.org (الإنجليزية)